# Bit-Adini
Bit-Adini bylo starověké aramejské království (v podstatě městský stát) v Mezopotámii. Zabíralo oba břehy řeky Eufrat jižně od města Karchemiš. Bylo založeno pravděpodobně v průběhu 10. století př. n. l.
Podle asyrských záznamů bylo království roku 856 př. n. l. dobyto Salmanassarem III.
Hlavním centrem Bit-Adini bylo Til Barsib (chetitské Masuwari, současný Tell Ahmar  v Sýrii), které bylo po dobytí království Asyřany přejmenováno na Kar-Šulmánu-ašaredu (Přístav Salmanassarův) a stalo se hlavním městem asyrské provincie v této oblasti. Zároveň zde sídlila asyrská vojenská posádka.
Později bylo Bit-Adini dobyto chaldejským králem Babylonie Nabopolassarem roku 611 př. n. l., ale již nikdy znovu nenabylo své bývalé důležitosti.
V Bibli je Bit-Adini zmíněno v knize Ámosově (1:5), v 2. knize královské (19:12) nebo v knize Izajášově (37:12) - "děti Bet-Edenu".